# 生物分类学
生物分類學（英語：biotaxonomy）簡稱分類学（taxonomy），是关于生物个体的鉴定（identification）、归类（classification）和命名（nomenclature）的原理和方法的学科；此三要件间有相互依存的关系。生物分類學範圍包括：研究生物类群间的异同程度，阐明生物间的亲缘关系、演化过程和发展规律。
要將生物分類，首先要知道生物與非生物的定義，但是我們似乎沒有辦法準確定義，以病毒來說，雖然可在其他生物體內寄生並複製，但在生物體外卻沒有一般生物的特徵如製造或攝取營養，生殖等現象。又如引起瘋牛病的朊粒（prion）可以造成感染卻無DNA成分，一直以來，DNA被視為生命遺傳物質，經由與RNA的轉錄轉譯過程，形成蛋白質，再進一步形成組成細胞的各個部分，如細胞膜、胞器等，而細胞則是我們長久以來所認為組成生命體的最小單位。

## 生物命名规范
关于如何为生物命名的原则有很多国际协议，例如《国际植物命名法规》（International Code of Botanical Nomenclature，简称ICBN）、《国际动物命名法规》（International Code of Zoological Nomenclature，简称ICZN）以及《国际细菌命名法规》（International Code of Nomenclature of Bacteria，简称ICNB）。第四版的生物命名法规（BioCode）草案在2000年出版，它试图在5个领域标准化命名，但现在还没有被正式采纳。《国际病毒命名和分类法规》（International Code of Virus Classification and Nomenclature，简称ICVCN）是属于生物命名法规的。

## 生物分界(kingdom)和域(domain)
传统上，生物分为五界(kingdom)，
- 原核生物界(bacteria) -- 原生生物界(protista) -- 真菌界(fungus) -- 植物界(plant) -- 动物界(animal)

Copeland提出过四界说：
- 原核生物界 -- 原生生物界 -- 植物界 -- 动物界

也有人使用三域系統说。这种分类方法是依據细胞是否有核以及细胞膜和细胞壁的差异。
- 古菌域(archaea) -- 细菌域(bacteria) -- 真核域(eukaryota)

另有一些不属于上述所有分类的介于生物和非生物之间的生命形式，即只能寄生于细胞内的病毒，而它们在细胞外并不表现出活跃的生命形式。
- 病毒 -- 类病毒 -- 朊粒

| 卡尔·林奈 1735 | 恩斯特·海克尔 1866 | 埃德·查頓 1925 | 赫伯特·科普蘭 1938 | 罗伯特·魏泰克 1969 | 卡尔·乌斯 et al. 1990 | 湯瑪斯·卡弗利爾-史密斯 1998 |
| -------------- | ------------------ | -------------- | ------------------ | ------------------ | --------------------- | --------------------------- |
| 2 界           | 3 界               | 2域系統        | 界 (生物)          | 界 (生物)          | 三域系統              | 界 (生物)                   |
| （未論述）     | 原生生物           | 原核生物       | 原核生物界         | 原核生物界         | 细菌                  | 细菌                        |
| （未論述）     | 原生生物           | 原核生物       | 原核生物界         | 原核生物界         | 古菌                  | 细菌                        |
| （未論述）     | 原生生物           | 真核生物       | 原生生物           | 原生生物           | 真核生物              | 原生動物                    |
| （未論述）     | 原生生物           | 真核生物       | 原生生物           | 原生生物           | 真核生物              | 色藻界                      |
| 植物           | 植物               | 真核生物       | 植物               | 植物               | 真核生物              | 植物                        |
| 植物           | 植物               | 真核生物       | 植物               | 真菌               | 真核生物              | 真菌                        |
| 动物           | 动物               | 真核生物       | 动物               | 动物               | 真核生物              | 动物                        |

## 分类表

### 生物分類總表
这个列表以NCBI Taxonomy （页面存档备份，存于）上的分類爲基礎。

### 生物詳細分類表
- 古菌分類表
- 細菌分類表
- 植物分類表 (NCBI)
- 动物分类表
- 真菌分类表
- 原生生物分类表

## 古菌域
包含嗜鹽菌、一些超嗜熱菌、嗜酸菌等。

## 細菌域
包含放線菌、衣原體、支原體、立克次體等。

## 真核生物域

### 植物界
包含綠藻、輪藻、苔蘚植物、蕨類植物、種子植物等。

### 真菌/後生動物組
真菌/後生動物組除動物界和真菌外，還包含領鞭毛蟲、魚醉菌等。

#### 動物界
即“後生動物”組。

#### 真菌界
包括子囊菌、擔子菌、接合菌、壺菌、聚合菌和微孢子蟲。

### 其餘真核生物（原生生物和真核藻類）
真核生物除動物、植物、真菌三界之外統稱原生生物，爲並系群。
- 等輻骨蟲綱（Acantharea），如等棘蟲。
- 放射蟲綱
- 雙滴蟲類（Diplomonadida），如曲滴蟲、賈第蟲。
- Parabasalidea
  - 毛滴蟲綱（Trichomonada）
  - 超鞭毛綱（Hypermastigia）
- 異葉足綱（Heterolobosea），如集胞菌。
- 眼蟲門
  - 動質體目（Kinetoplastida）
  - 眼蟲綱
- 隱藻綱（Cryptophyta）
- 定鞭藻綱（Haptophyceae），如球石藻、等鞭金藻、棕囊藻。
- 不等鞭毛類，除下列分類還包括輻球蟲、蛙片蟲等。
  - 金藻綱
  - 硅鞭藻綱（Dictyochophyceae）
  - 針胞藻綱（Raphidophyceae）
  - 前毛壺菌綱（Hyphochytriomycetes）
  - 卵菌綱
  - 褐藻門，如海帶、巨藻、馬尾藻、墨角藻。
  - 硅藻門
  - 黃藻門
- 囊泡蟲類
  - 頂複門，如瘧原蟲。
  - 纖毛蟲類，如喇叭蟲、中縊蟲、榴彈蟲、草履蟲、四膜蟲。
  - 甲藻門
- 單孢子蟲門（Haplosporidia）
- 絲足蟲類
- 根腫菌類（Plasmodiophorida）
- 粒網足蟲類（Granuloreticulosea），如有孔蟲。
- 葉足綱（Lobosea），如變形蟲（阿米巴）。
- 黏菌門
- 灰胞藻綱（Glaucocystophyceae）
- 紅藻門，如石花菜、紫菜。

註：以上真核生物列表不完全，尚包括有其他一些未歸類原生生物。